# Amt Pinnau
Het Amt Pinnau is een Amt in de Duitse deelstaat Sleeswijk-Holstein. Het omvatte tot 2013 zeven gemeenten in de Kreis Pinneberg. Met ingang van 2013 verlieten de gemeenten Bönningstedt en Hasloh het Amt zodat het nu nog uit vijf gemeenten bestaat. Het bestuur voor het Amt is gevestigd in  Rellingen, dat zelf geen deel uitmaakt van het Amt.

## Deelnemende gemeenten
1. Borstel-Hohenraden
2. Ellerbek
3. Kummerfeld
4. Prisdorf
5. Tangstedt